# Brigade de cuisine

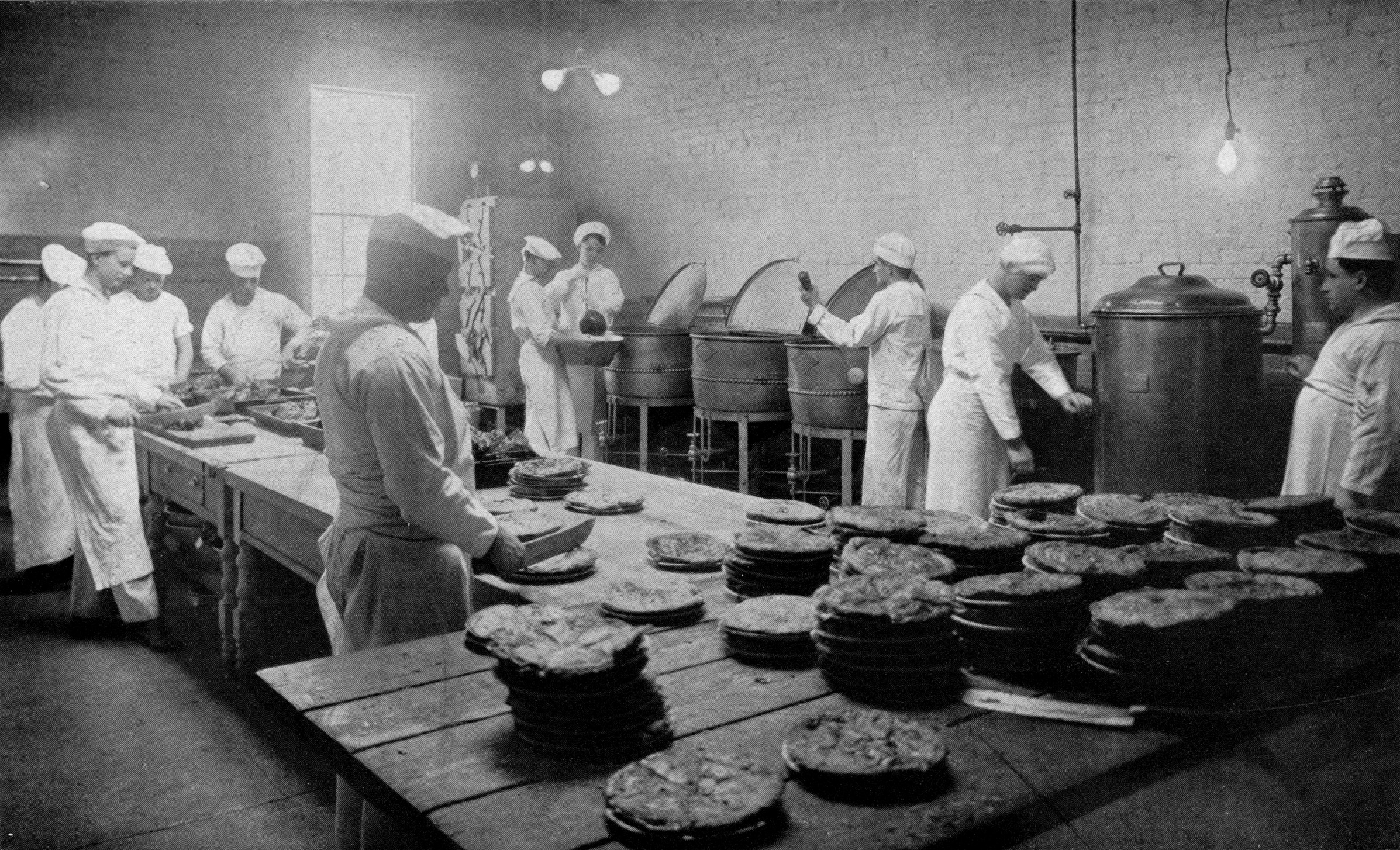
Las Grandes cocinas necesitan de trabajos especializados para dar servicio.

Se denomina brigade de cuisine (brigada de cocina) a una organización de las tareas jerárquicas en una cocina, por regla general de grandes cocinas como las de los restaurantes y hoteles con el objeto de poder proporcionar una gran cantidad y diversidad de platos. El concepto fue desarrollado por primera vez por Georges Auguste Escoffier. Esta estructura jerárquica en equipo delega responsabilidades a diferentes individuos de tal forma que se especializan en diversas tareas (división del trabajo). 

## Posiciones

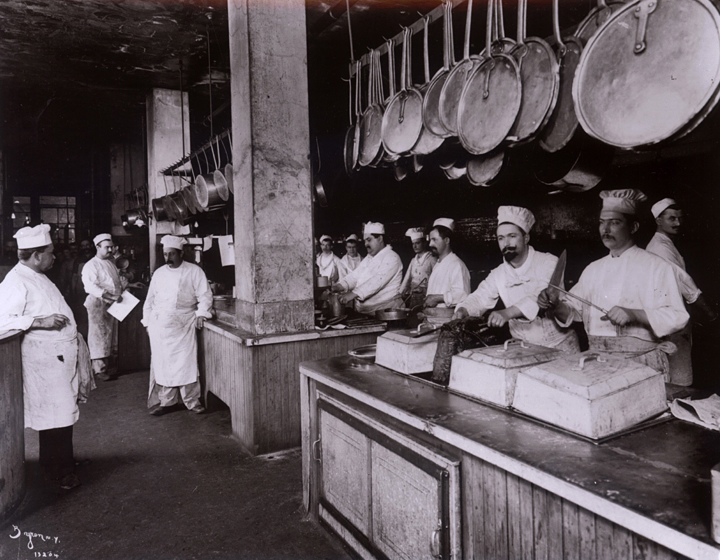
La cocina en el Delmonico's (1902).

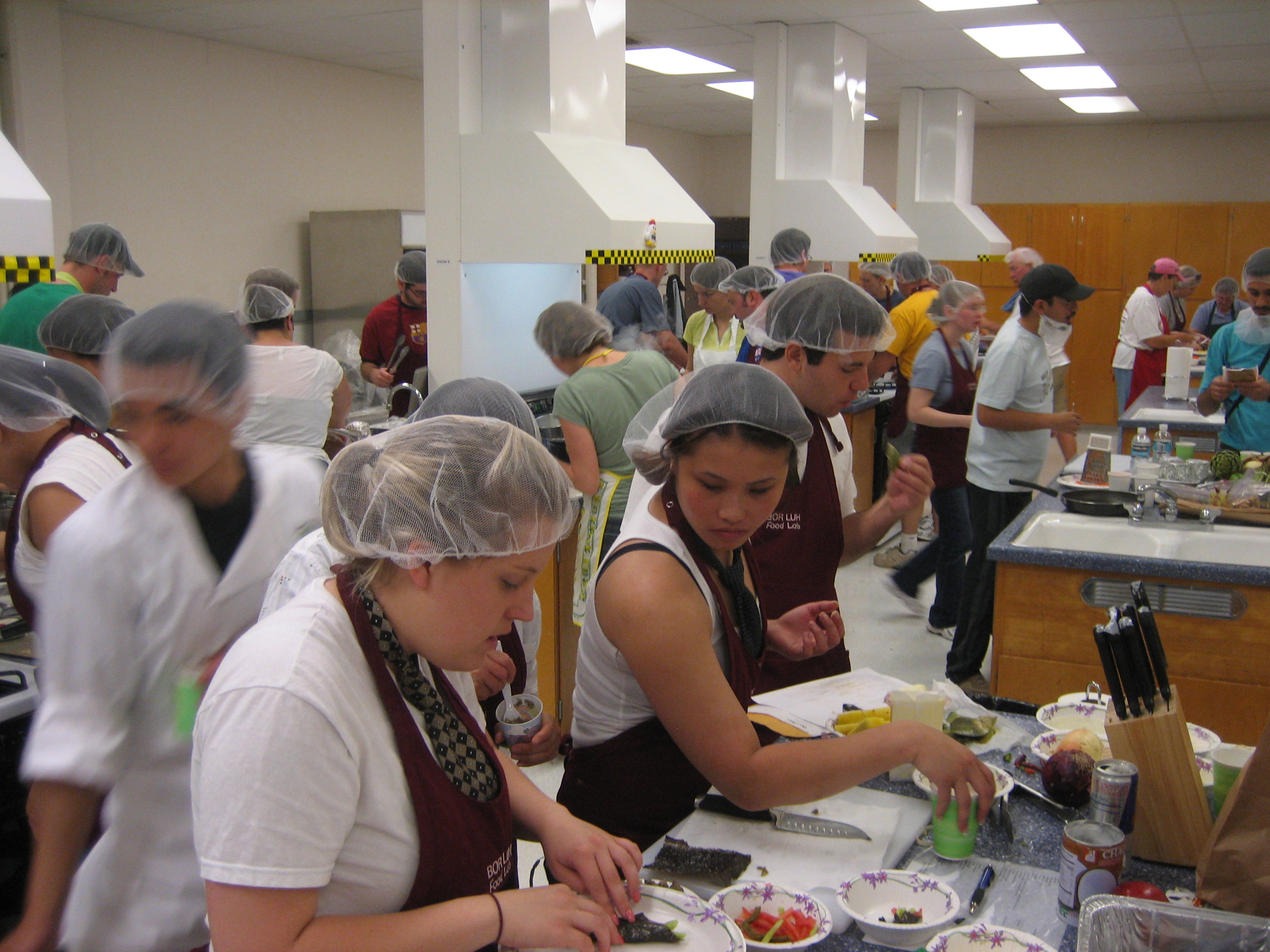
Cocina amateur con el mismo concepto.

Únicamente los grandes establecimientos de restauración se pueden permitir una estructura de brigada, que está compuesta por: 
- Chef de cuisine (Jefe de cocina) - Responsable de toda la gestión de la cocina. Se encarga de supervisar a los empleados, crear menús y con la asistencia del "gerente del restaurante" establece la planificación de la compra de los ingredientes, entrena a los aprendices, supervisa y mantiene la higiene de las áreas de preparación de alimentos.[2]
- Sous-chef de cuisine (Subjefe de cocina) - Recibe órdenes directamente del chef de cuisine para la gestión de la cocina y a menudo representa al chef de cuisine cuando él/ella no está presente.[2]
- Chef de partie (Jefe de Partida) - Responsable de gestionar una estación dada en la cocina cuando se prepara un plato especial. Cuando se realiza este trabajo en una estación de inferior categoría se denomina demi-chef.[2]
- Cuisinier (Cocinero) - Esta posición es independiente y generalmente es la que prepara y vigila la cocción de los platos en una estación. Se puede referir igualmente como un cuisinier de partie.[2]
- Commis (Asistente de cocina) - Realiza trabajos específicos en una estación, pero reporta directamente al chef de partie y realiza labores de mantenimiento de la estación que está a su cargo.[2]
- Apprenti(e) (Aprendiz) - Se trata en muchas ocasiones de estudiantes que están aprendiendo habilidades y conocimientos de la cocina. Suelen realizar labores de limpieza o de preparación de espacios.[2]
- Garde manger (Supervisor de aperitivos) - Es responsable de la preparación de los platos fríos y aperitivos tales como los hors d'oeuvres, y de organizar los grandes buffetes.[2]
- Entremetier (Preparador de entrantes) - Prepara las sopas, cremas y otros platos que no lleven como ingrediente carne o pescado, incluyendo los huevos y platos de verduras.[2]
  - Legumier (Cocinero de verduras) - Esta persona reporta al entremetier en las grandes cocinas y prepara los platos de vegetales.[3]
  - Potager (Cocinero de potajes) - En las grandes cocinas esta persona se reporta al entremetier y prepara los potajes y cocidos.[3]
- Saucier (Salsero) - Prepara las salsas, calienta los hors d'oeuvres, completa los platos emplatar), esta suele ser una de las posiciones más respetadas en la brigada de cocina.[2]
- Rôtisseur (Asador) - Gestiona un grupo de cocineros que se dedican a asar carnes o pescados, así como a freír diversos alimentos.[2]
  - Grillardin (Parrillero) - En las grandes cocinas esta persona se especializa en asar platos de carne o pescado.[3]
  - Friturier (Cocinero de frituras) - En las grandes cocinas es necesaria una persona dedicada especialmente a las frituras y vigilancia de los sartenes con aceite hirviendo.[3]
- Poissonnier (Cocinero de pescado) - Prepara platos de pescado y mariscos, que debido a su menor tiempo de preparación, requieren a una persona dedicada a ello.[4]
- Pâtissier (Pastelero) - Prepara los postres y otras comidas dulces, así como los panes del horno. Puede, en algunas ocasiones, preparar la pasta para el restaurante.[4]
  - Boulanger (Panadero) - Prepara el pan, los bollos y los pasteles, esta función la hace el pâtissier en las pequeñas cocinas.[4]
  - Décorateur (Repostero) - Decora y coloca los postres, en las pequeñas cocinas esta labor la hace el pâtissier.[5]
  - Confiseur (Confitero) - Elabora caramelos y petits fours en los pequeños restaurantes esta operación la realiza el pâtissier.[3]
  - Glacier (Heladero) - Prepara helados y postres fríos en los grandes restaurantes, en los pequeños esta labor la hace el pâtissier.[3]
- Boucher (Carnicero) - Se encarga de cortar las carnes de las aves, de la caza, y en algunas ocasiones del pescado.[3]
- Plongeur (Lavaplatos) - Limpia los platos, la cubertería y a veces la cristalería, labor para la que puede ser instruido fácilmente.[2]
  - Marmiton - (Lava ollas y marmitas) Limpia las ollas, las sartenes y demás recipientes para que no queden restos que puedan modificar sabores en las distintas preparaciones.[4]
- Tournant (Rondador) - Se mueve a lo largo de toda la cocina para suplir o asistir en labores de urgencia a otras posiciones.
- Aboyeur (Camarero) - toma las órdenes y las distribuye a lo largo de la cocina, esta posición la realiza a veces el sous-chef de partie.[3]
- Communard (Comunero) - Se encarga de preparar y servir la comida a los empleados que trabajan en el restaurante.[3]
- Garçon de cuisine (Ayudante de Cocina) - Realiza trabajos muy simples, ayudando a los demás cocineros cuando estos lo requieren.[4]